# Plongée sous-marine
Pour les articles homonymes, voir Plongée.

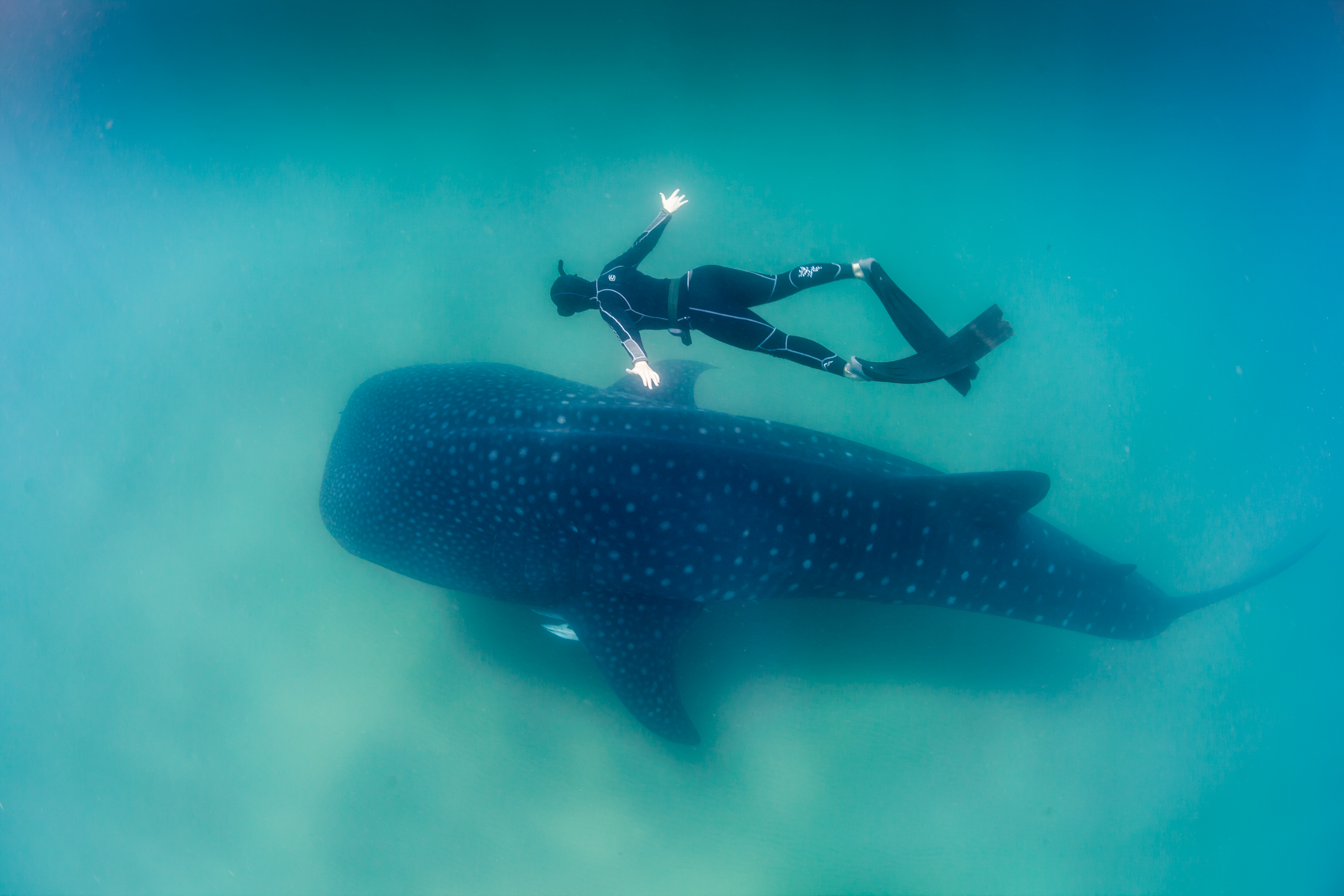
Requin-baleine approché par un apnéiste en plongée libre, un des deux types de plongée loisir.

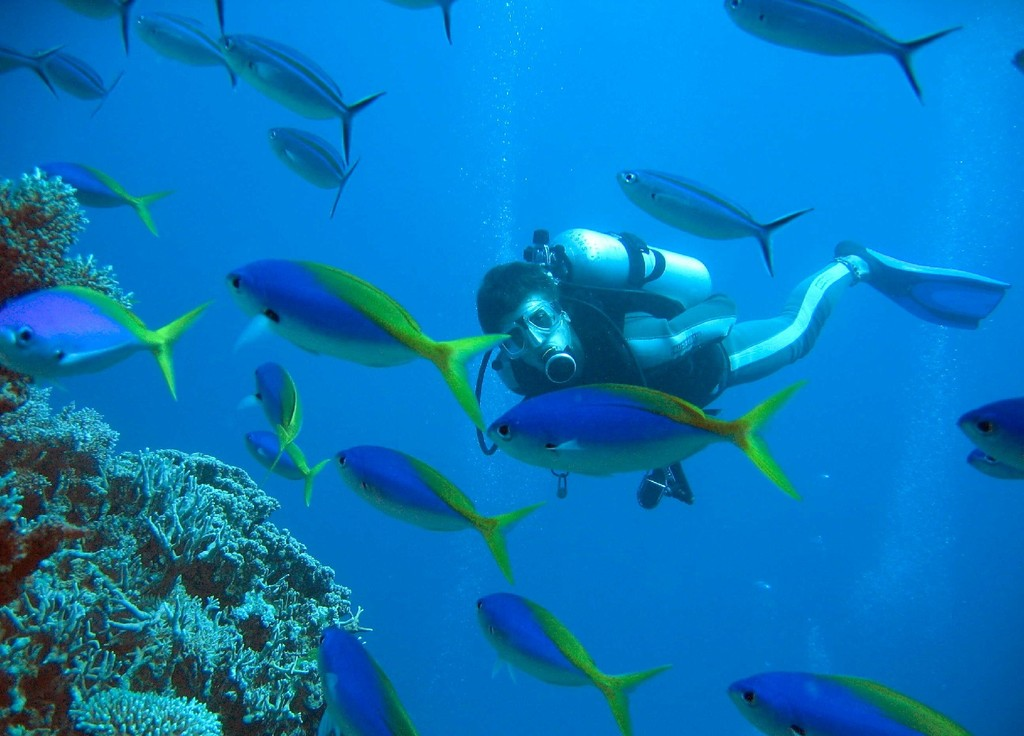
La plongée bouteille est une autre forme de plongée loisir. Ici un plongeur en scaphandre autonome explore la Grande barrière de corail.

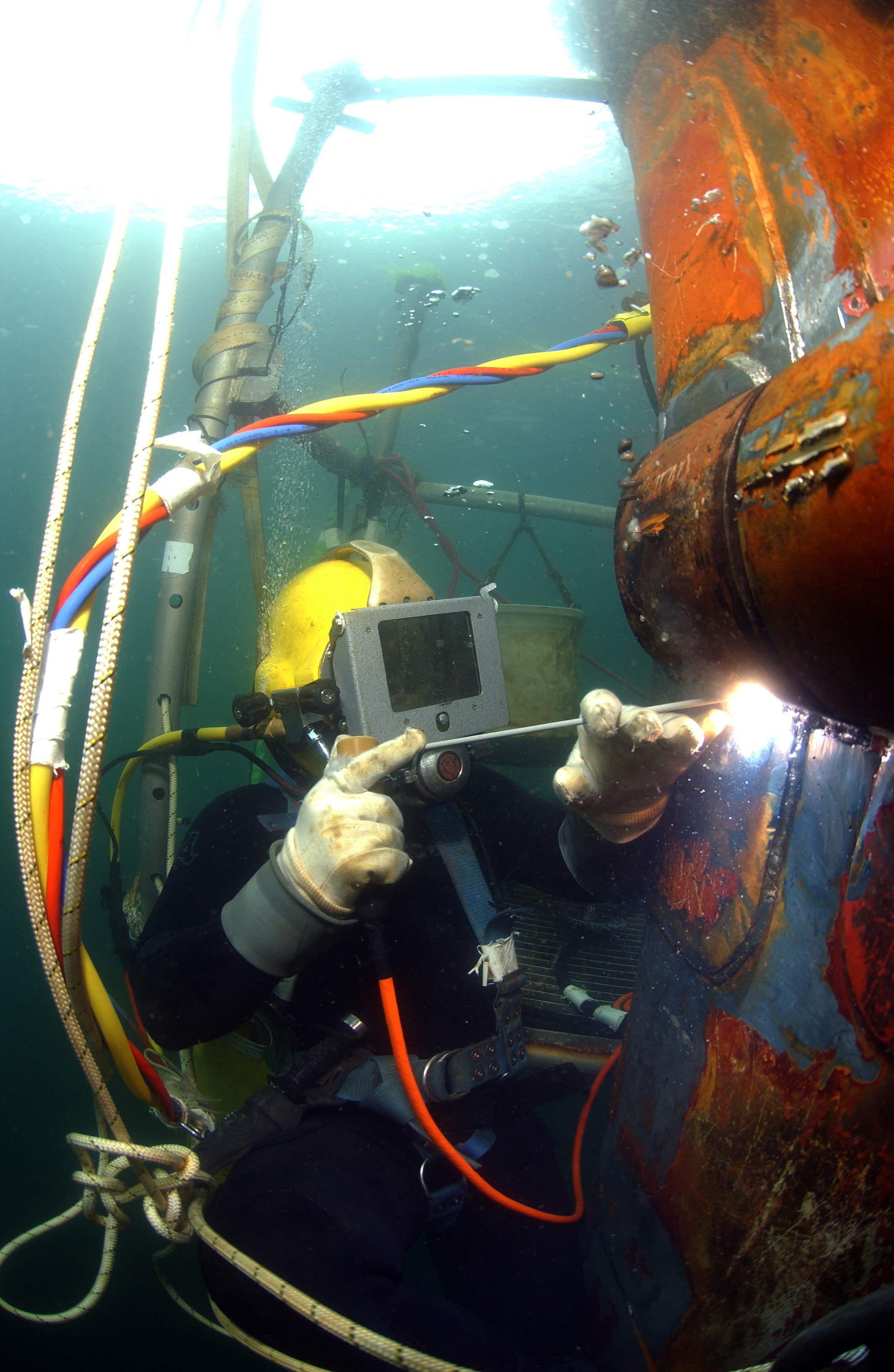
Plongeur muni d'un narguilé effectuant une réparation sous-marine. Ce type de plongée s'inscrit principalement dans le champ de la plongée professionnelle.

La plongée sous-marine, également appelée plongée subaquatique, est une activité consistant à rester sous l'eau, soit en apnée dans le cas de la plongée libre, soit en respirant à l'aide d'un narguilé ou encore en s'équipant d'une bouteille de plongée dans le cas de la plongée en scaphandre autonome. Cette dernière forme de plongée est de ce fait plus familièrement appelée « plongée bouteille ».
Le matériel spécifique commun aux différentes formes de plongée se compose généralement d'une combinaison isothermique, d'un masque, de palmes, et d'un lestage. Le plongeur bouteille sera également muni d'une bouteille de plongée qui contient le gaz respiré apporté via un détendeur et devra contrôler sa plongée à l'aide d'un manomètre et d'un ordinateur de plongée. Pour sa sécurité, ils doit en effet respecter des tables de décompression incluant d'éventuels paliers de décompression. Les plongeurs en apnée n'effectuant pas de ventilation pulmonaire sous l'eau n'ont, de leur côté, pas besoin d'utiliser ces tables. Le troisième type de plongée, la plongée à l'aide d'un narguilé est plutôt pratiquée par les professionnels, elle nécessite un équipement plus particulier et est beaucoup plus rare que la plongée libre ou la plongée en scaphandre autonome, ces deux formes de plongée étant davantage pratiquées en tant que loisir.
Les plongées professionnelles sont effectuées dans l'industrie en milieu marin, pour l'exploration ou l'exploitation de ce milieu ainsi que dans l'armée. La plongée de loisir, qui a pour but principal la détente ou la découverte du monde subaquatique, peut se pratiquer en piscine ou dans les mers, lacs, carrières, rivières, cénotes ou grottes marines. Dans de nombreux pays, la pêche sous-marine n'est autorisée qu'en apnée, par des plongeurs habituellement munis d'arbalètes spécifiques appelées aussi fusils harpons. Enfin la plongée sportive, organisée en compétition et basée sur des records, est essentiellement l'apanage de l'apnée sportive, classée parmi les sports extrêmes en raison des risques inhérents à la recherche de la performance.

## Histoire

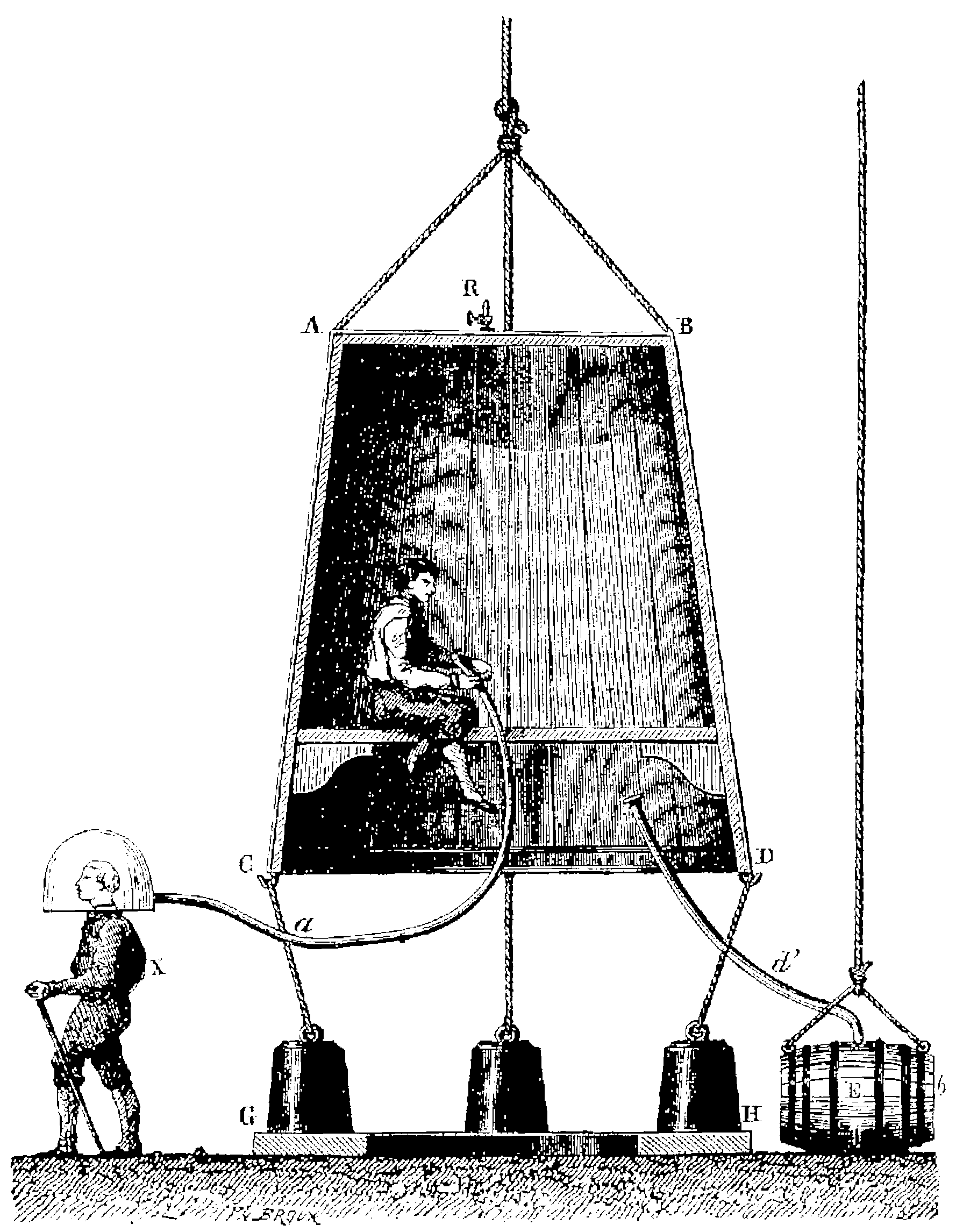
Schéma de la cloche de plongée de Halley (gravure de Broux).

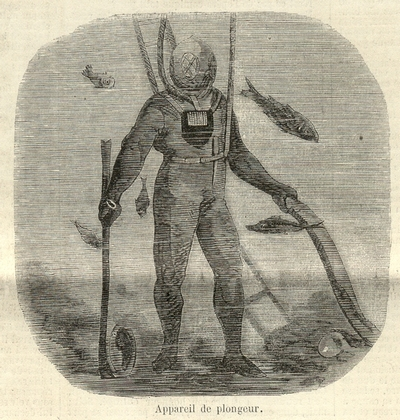
Scaphandre de plongeur datant de 1858

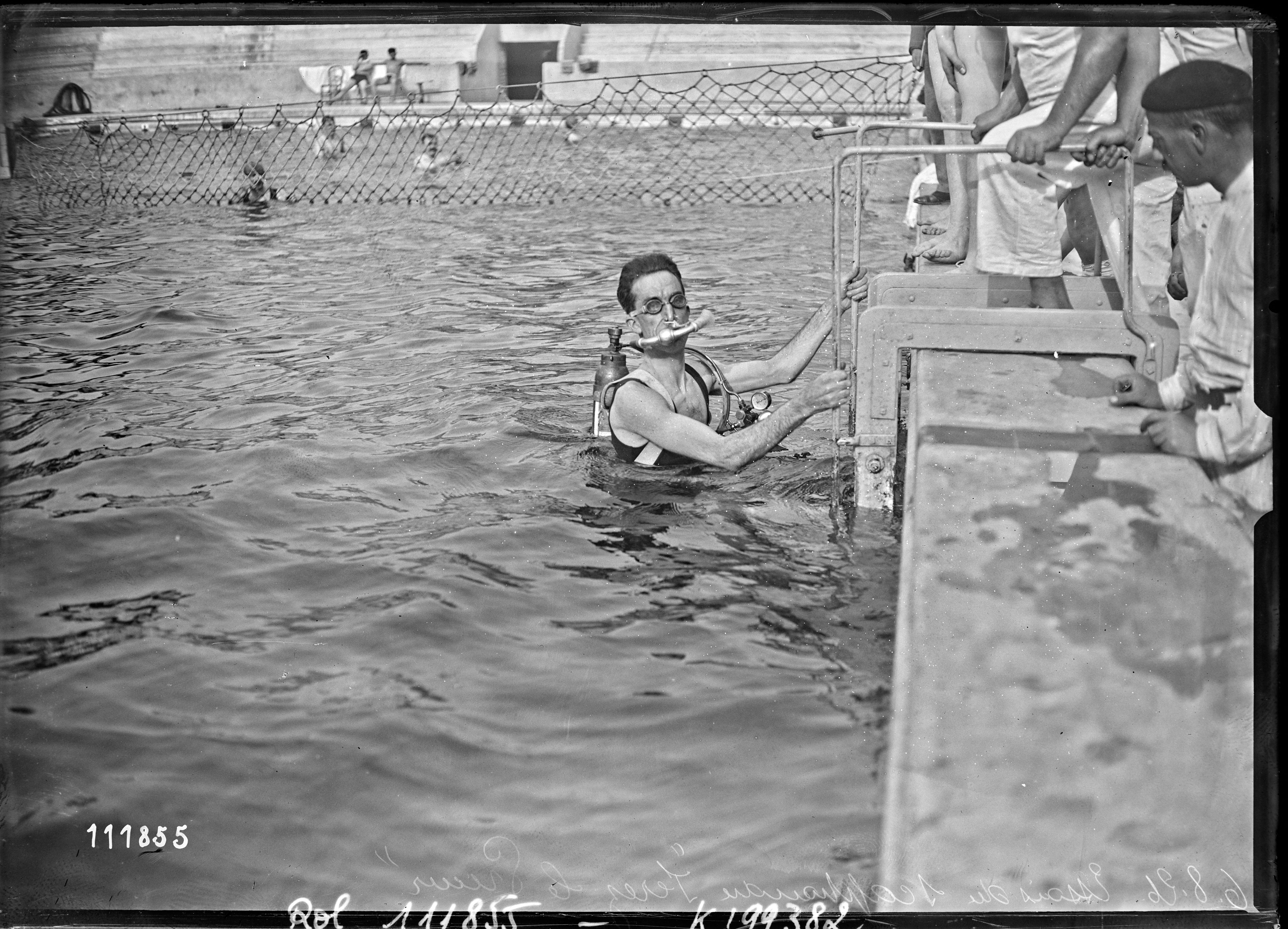
Le commandant Le Prieur avec son scaphandre

La mer a toujours été une source précieuse pour l'Homme, de nourriture bien sûr mais aussi de matériaux et d'objets précieux comme les perles. La volonté d'y plonger plus profond et plus longtemps a donc sans doute toujours habité de nombreux peuples côtiers, à tel point que certains comme les Bajau d'Indonésie ont développé des adaptations physiologiques et génétiques accroissant leurs performances en apnée. Bien qu'il soit difficile d'avoir des traces de cette activité, la plongée en apnée en poids constant est le mode de plongée naturel chez les mammifères, dont l'Homme, et est donc vraisemblablement pratiquée dès la Préhistoire, notamment pour la pêche et le ramassage de crustacés, mollusques et coquillages. La plongée en apnée en poids variable n'apparaît de manière vérifiable que durant l'Antiquité avec l'apparition de la skandalopetra. 
Avant la naissance des techniques de plongée en scaphandre, du tourisme et du loisir, on peut noter l'existence de cette activité notamment dans les travaux de Mario Mationi en archéologie précolombienne, à la fin des années 1960, qui montrent que la plongée en apnée alimentaire était déjà pratiquée aux Antilles, bien avant la colonisation, 4 000 ans environ. Au Japon, on retrouve les Amas, des pêcheuses de coquillages et en Corée, cette activité masculine est devenue féminine au XIXe siècle avec les Haenyo. En Indonésie, les Suku Laut qui plongent en apnée de manière traditionnelle peuvent passer jusqu'à dix heures par jour dans la mer. Enfin en Méditerranée, l'apnée était encore pratiquée jusqu'au milieu du XXe siècle à usage professionnel. Il s'agissait en effet de ramasser du corail rouge et des éponges, ainsi que quelques perles. Le corail servait au commerce avec notamment l'Asie qui lui donnait une valeur symbolique. On retrouve ainsi du corail rouge de Méditerranée au Tibet.
L'idée d'objets voire de machines permettant de prolonger les séjours sous l'eau est ancienne. On fait remonter au règne d'Alexandre le Grand la conception d'une « cloche de plongée » imaginée par le philosophe Aristote, vers 322 av. J.-C.. Des objets similaires ont été reproduits à la Renaissance (XVIe siècle) par des inventeurs comme Guglielmo de Lorena puis Franz Kessler. La cloche de plongée est perfectionnée en 1690 par le physicien Edmond Halley, qui produit les premiers modèles à utilisation régulière. Cette invention permettra d'effectuer des travaux sous-marins jusqu'à près de 20 m de profondeur, avant d'être rendue obsolète par l'invention du scaphandre. Les premières esquisses d'un équipement mobile et autonome datent de la fin du XIVe siècle, avec Konrad Kyeser qui imagine une « robe de plongée », sorte de gros tonneau équipé d'un hublot et de bras, qu'il ne réalisera cependant jamais : il faudra attendre le XVIIIe siècle pour que son idée soit reprise et testée par John Lethbridge, sur la base d'innovations de Denis Papin. Léonard de Vinci avait lui aussi réfléchi à des systèmes similaires, mais jamais rien expérimenté.
Le premier prototype de scaphandre est inventé en 1824 par Charles et John Deane : il s'agit d'un gros casque hermétique alimenté en air sous pression par un tuyau relié à un compresseur mécanique en surface. Plusieurs systèmes similaires à casque dur et équipement mou (généralement en cuir, puis en caoutchouc) se sont succédé, mais avaient en commun d'être limités en profondeur et surtout en fiabilité.
Il faut attendre 1865 pour que Lodner D. Phillips invente le premier scaphandre intégral, sorte d'armure médiévale étanche : il ne réalisa probablement jamais son prototype, mais fut une source d'inspiration majeure pour les frères Carmagnolle, inventeurs du premier scaphandre étanche fonctionnel en 1882. Ce genre d'équipement commence à être produit et utilisé en grande quantité, même si le risque est encore grand. Joseph Peress invente en 1930 le Tritonia Diving Suit, modèle très populaire bien qu'encore extrêmement lourd et rigide ; dès les années 1930 les progrès de la chimie permettent à certains scaphandres de se dispenser d'un tuyau grâce à un système de recycleur d'air. Toutes ces inventions serviront de base pour l'élaboration, dans les années 1960, du scaphandre spatial. Des scaphandres plus performants verront ensuite le jour en 1969 (« JIM Suit » de Mike Humphrey et Mike Borrow) puis en 1987 (« Newtsuit » de Phil Nuytten), permettant de descendre à 300 m de profondeur en relative sécurité.
Mais c'est évidemment l'invention du scaphandre autonome qui va révolutionner l'histoire de l'exploration marine. Dès 1864, les scaphandres Rouquayrol-Denayrouze sont équipés de détendeurs alimentés par une réserve d'air comprimé : on peut donc déjà parler de « scaphandre autonome », mais ils demeurent des équipements lourds et encombrants, destinés à marcher lentement au fond de l'eau plutôt qu'à nager (comme le scaphandre à recycleur allemand Draeger DM40).
Le principe de fonctionnement du scaphandre autonome est théorisé par Manuel Théodore Guillaumet en 1838, mais ne sera mis en application que dans les années 1860 par Benoît Rouquayrol et Auguste Denayrouze (leur prototype est utilisé par Jules Verne dans son célèbre roman Vingt mille lieues sous les mers). La forme actuelle de l'équipement de plongée autonome est élaborée par Maurice Fernez puis Yves Le Prieur pendant l'entre-deux-guerres (le scaphandre autonome Fernez-Le Prieur est breveté en 1926), et perfectionné par Émile Gagnan et Jacques-Yves Cousteau en 1943 : l'invention capitale pour la plongée autonome (sans aucun tube relié à la surface), est le détendeur automatique, dit aussi « de débit à la demande ». C'est ce système qui demeure le plus utilisé au XXIe siècle, avec toutes sortes de perfectionnements et d'équipements complémentaires.

## Techniques de plongée sous-marine

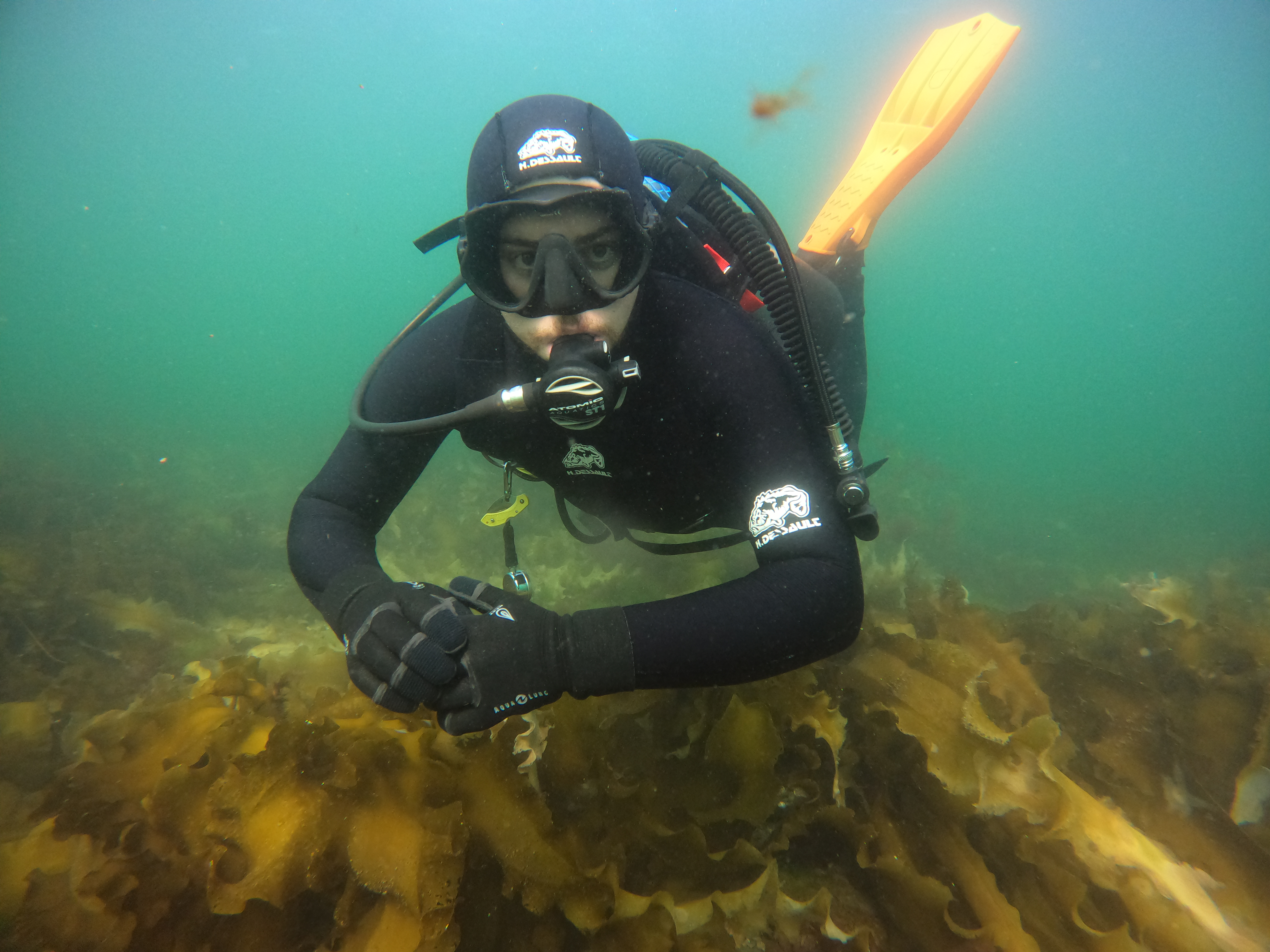
Plongée sous-marine, au Club Nautique de Percé, Qc. Le plongeur (Ken Whittom) plonge avec un scaphandre autonome à circuit ouvert.

D'une manière générale, il est possible de classer les différentes techniques de plongée sous-marine selon la technologie utilisée pour plonger. Cette classification est donc foncièrement orientée de façon plus ou moins chronologique, selon l'avènement des différentes technologies permettant aux hommes d'évoluer sous les eaux :
- Pour la plongée en apnée ou plongée libre, pratiquée notamment par les apnéistes de loisir, en compétition, par certains peuples autochtones, chasseurs sous-marins et par certains pratiquants de la randonnée subaquatique, selon la variation du poids du plongeur :
  - Plongée en apnée en poids constant, mode de plongée naturel chez les mammifères, utilisé par l'homme lors d'une immersion involontaire ou volontaire notamment par les pêcheurs de fruits de mer, d'éponges, de perles, afin de chercher un objet ou en activité de loisir dans lequel le plongeur remonte avec le même poids qu'à la descente.
  - Plongée en apnée en poids variable, apparue de manière certaine durant l'Antiquité avec l'utilisation de la skandalopetra, permet de plonger en apnée plus profondément et plus longtemps grâce à une descente avec un lest qui est remonté indépendamment du plongeur.
- Pour les plongées assistées d'un appareil respiratoire : 
  - Selon le type de scaphandre utilisé, on distingue la plongée en scaphandre à casque, la plongée en scaphandre rigide et enfin la plongée en scaphandre autonome.
  - Selon le type de circuit respirable utilisé, on distingue la plongée avec narguilé (circuit ouvert), la plongée à l'air ou aux mélanges (circuit ouvert) et la plongée avec un recycleur (circuit fermé). Lors d'une plongée bouteille, les gaz en circuit ouvert sont expulsés à l'extérieur du circuit respirable à chaque expiration du plongeur (production de bulles). Les gaz en circuit fermé restent dans les équipements du plongeur et sont « recyclés » à chaque expiration. L'appareil élimine certaines composantes du gaz expiré, et en introduit d'autres, pour produire à nouveau du gaz respirable dans le même circuit d'alimentation (peu ou pas de production de bulles).
  - Selon le gaz respiré, on distingue la plongée à l'air comprimé et la plongée « Tech » ou « Teck » au cours de laquelle le plongeur respire un mélange de gaz.

## Syncope hypoxique
Le risque de syncope est la plus grande crainte des apnéistes en compétition et justifie des mesures de sécurité spécifiques. L'apnée sportive lui doit sa qualification de sport extrême. Le plongeur bouteille en est rarement victime. La baisse du taux d'oxygène dans le sang est appelée « hypoxie ». Même si des entrainements en apnée permettent d'améliorer la tolérance individuelle à l'hypoxie, il s'agit du facteur limitant le plus dangereux lors d'une compétition d'apnée sportive. En effet, si l'immersion se prolonge malgré l'atteinte du seuil de rupture d'apnée (forte hypercapnie), ou que celui-ci n'apparait pas du fait d'une hyperventilation, l'hypoxie conduit le corps à déclencher une perte de connaissance, ou syncope. Celle-ci, sans gravité à l'air libre, met le corps en sommeil face à la situation de détresse avant d'entamer une reprise de la respiration réflexe. Si toutefois l'apnéiste est sous l'eau et inconscient, il risque la noyade ou un œdème pulmonaire traumatique. Le risque de syncope est plus important lors de la remontée. Lors de la descente, la pression ambiante est communiquée à tout le corps. Ainsi, en vertu de la loi de Henry, le dioxygène de l'air contenu dans les poumons se dissout dans le sang et se répand plus rapidement dans l'organisme, donnant une impression de bien-être au plongeur. Or, pendant la remontée, le taux de dioxygène dans le sang chute brusquement tandis que le corps continue à consommer du dioxygène. Entre 10 et 5 mètres sous la surface, le phénomène s'accélère car la pression varie en proportion d'autant plus vite qu'on se rapproche de la surface. En effet, si la variation de pression est la même entre 20 et 10 mètres qu'entre 10 mètres et la surface (variation de 1 bar), dans le premier cas on passe de 3 bar à 2 bar donc la pression diminue d'un tiers, alors que, dans le deuxième cas, elle passe de 2 bar à 1 bar donc la pression diminue de moitié. Le corps, en fin de plongée et alors que le plongeur bouge, a un intense besoin de dioxygène, tandis que celui-ci se raréfie. Le premier organe à réagir est le cerveau : le manque d'oxygène provoque une syncope.

## Incidence des variations de pression

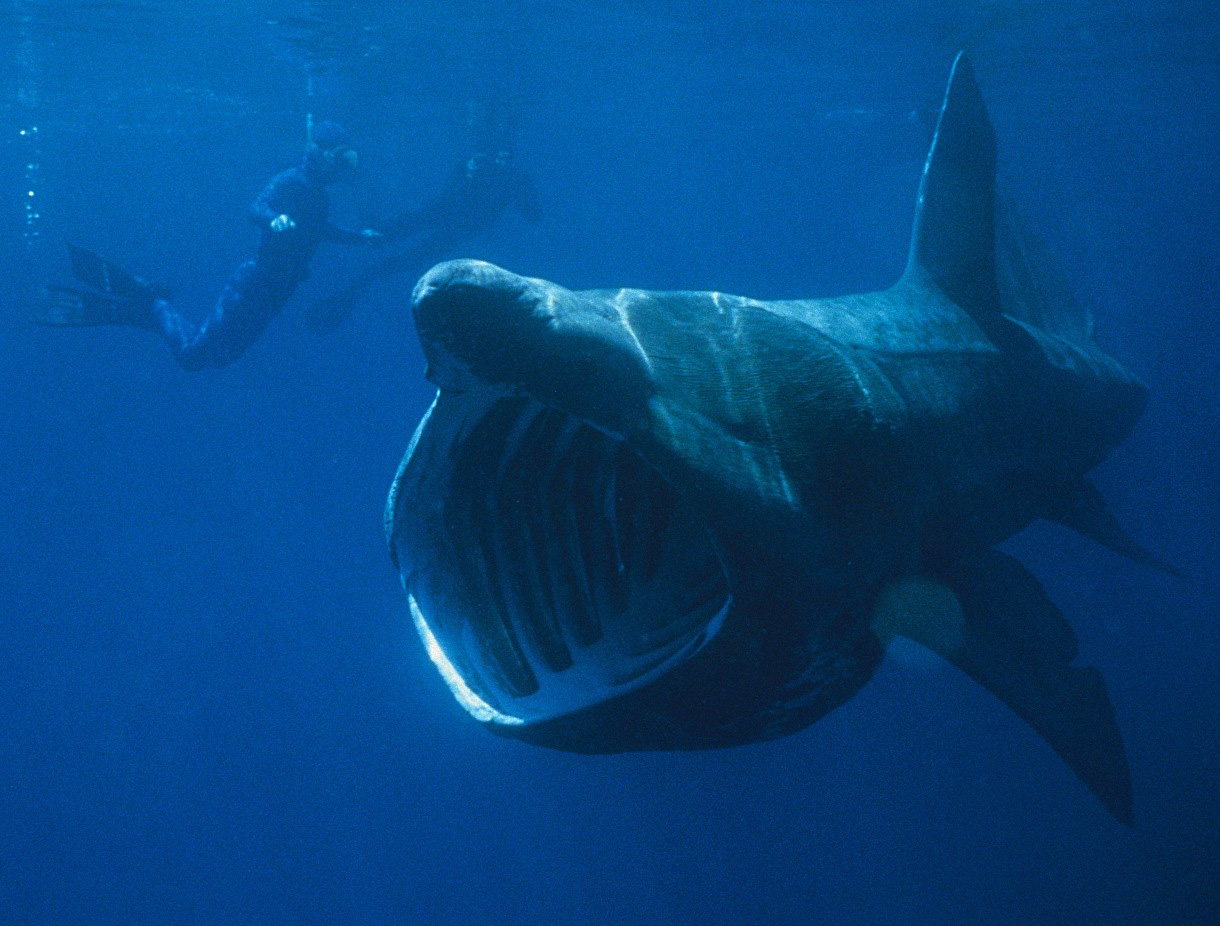
Plongeurs et requin pèlerin en mer d'Irlande

Le facteur principal influant sur l'organisme humain en plongée est la pression exercée par l'eau. Celle-ci augmente avec la profondeur : le corps est soumis à une pression d'environ 1 bar à l'air libre au niveau de la mer (pression atmosphérique), mais le poids de l'eau au-dessus du plongeur immergé soumet celui-ci à une pression additionnelle d'environ 1 bar tous les 10 mètres en eau de mer et environ 0,98 bar tous les 10 mètres en eau douce. Par exemple, à 25 mètres de profondeur, un plongeur est soumis à 3,5 bars de pression totale (1 bar de pression atmosphérique et 2,5 bars de pression hydrostatique) ; cette pression inhabituelle pour un être humain adapté au milieu terrestre provoque des phénomènes que le plongeur doit connaître et gérer sous peine de mettre sa santé ou sa vie en danger. L'air contenu dans les différentes cavités du corps (oreille moyenne, sinus, appareil respiratoire…) voit son volume varier de manière inversement proportionnelle à la pression ambiante, suivant la loi de Boyle-Mariotte.
La perception (vision et l'audition) est modifiée sous l'eau (où le son se propage plus de 4 fois plus vite que dans l'air, et l'effet de barrière acoustique du corps humain est atténué). Certains signaux acoustiques sont bien perceptibles et repérables (plus ou moins selon la fréquence du signal, sa durée d'émission et la position de la source émettrice). Tourner la tête facilite ce repérage, et le port d'une cagoule ne le gêne pas.

### Barotraumatismes
Les accidents dus aux variations anormales de pressions dans les organes creux sont appelés des barotraumatismes. Ceux-ci touchent les différentes cavités en contact avec l'air inspiré : oreilles, sinus, dents, intestin, mais aussi l'espace situé entre le masque et le visage et la peau en contact avec une bulle d'air emprisonnée par une combinaison (généralement une combinaison étanche).
Lors de la descente, en plongée bouteille comme en plongée en apnée, l'air contenu dans l'oreille moyenne du plongeur est en dépression par rapport au milieu ambiant, ce qui crée une déformation du tympan. Le plongeur doit volontairement insuffler de l'air dans son oreille moyenne via les trompes d'Eustache, afin d'éviter toute déchirure ou douleur. Il existe plusieurs manœuvres d'équilibrage, la plus répandue consiste à se pincer le nez et à souffler légèrement bouche fermée (manœuvre de Valsalva). On peut également équilibrer son oreille en faisant une « béance tubaire volontaire » qui consiste à plonger « trompes ouvertes », grâce au contrôle des muscles péristaphylins qui participent à leurs ouvertures. Cette technique est difficile à pratiquer car elle nécessite une concentration cérébrale importante et un entraînement à une gymnastique musculaire qui n'est pas commune. La déglutition peut permettre d'obtenir le même résultat. L'air inspiré pénètre sans traumatisme dans la trompe d'Eustache béante pour repousser le tympan contre la pression de l'eau et ainsi l'équilibrer.
Lors de la remontée le phénomène inverse se produit et l'oreille moyenne passe en surpression. La plupart du temps, aucune manœuvre d'équilibrage volontaire n'est nécessaire. Cependant, pour aider l'équilibrage, le plongeur peut utiliser la manœuvre de Toynbee. Il est contre-productif et dangereux d'utiliser la méthode de Valsalva à la remontée. Puisque cette dernière augmente la pression dans l'oreille moyenne, elle aggrave donc le phénomène et engendre un barotraumatisme. 
Lors de la remontée, en plongée bouteille uniquement, l'air contenu dans les poumons du plongeur se dilate. Si le plongeur n'est pas attentif et n'expire pas ou pas assez (en cas d'apnée involontaire, de panique, de remontée trop rapide…), la surpression pulmonaire ainsi créée peut entraîner des lésions graves.

### Vertige alterno-barique
Le vertige alterno-barique est dû à une différence de pression entre les deux oreilles moyennes. L’appareil vestibulaire sert à donner au cerveau des informations concernant sa position dans l’espace. Lorsqu’il y a une pression gazeuse sur la paroi de l’appareil vestibulaire, celle-ci change les informations. S’il y a une différence de pression entre les deux oreilles moyennes, le cerveau reçoit des données contradictoires qu’il ne sait pas interpréter. Le plongeur a donc un vertige, souvent passager de 30 secondes à quelques minutes, qui peut entraîner des complications en cas de panique. Il perd en effet tout repère spatial, et ne peut pas dans l’eau se réorienter sur des repères visuels. La différence de pression entre les deux oreilles moyennes est souvent due à une manœuvre de Valsalva (injection d’air à partir de la gorge vers la trompe d’Eustache) mal exécutée, ou alors à une trompe d’Eustache peu perméable à l’air. À la remontée, l'encombrement d'une des trompes d'Eustache peut entraîner d'importants vertiges et une sérieuse désorientation alors que la descente s'est passée sans encombre. Il faut alors généralement demander assistance et, dans le cas d'une plongée bouteille, redescendre légèrement pour permettre de rééquilibrer les oreilles et faire passer le vertige.

### La toxicité des gaz
Le troisième effet de l'augmentation de la pression sur le plongeur concerne l'impact des gaz respirés sur l'organisme.
Pour les pressions rencontrées en plongée sous-marine, les gaz respirés se comportent comme des gaz parfaits, et obéissent donc à la loi de Dalton. Il est ainsi possible d'utiliser la notion de « pression partielle » pour un gaz respiré. Par exemple, étant donné un plongeur respirant de l'air (environ 80 % de diazote, 20 % de dioxygène) à 20 mètres de profondeur (soit une pression totale de 3 bars), la pression partielle de diazote respiré est de 2,4 bars (80 % de 3 bars), et celle du dioxygène est de 0,6 bar (20 % de 3 bars). L'effet physiologique d'un gaz dépend de sa pression partielle, qui elle-même dépend de la pression absolue (donc de la profondeur) d'une part, et dans le cas d'une plongée en scaphandre, de la proportion du gaz dans le mélange respiré par le plongeur d'autre part.
L'augmentation de la pression partielle (Pp) a des effets différents en fonction du gaz.

#### Le dioxygène
Le dioxygène (O2), pourtant indispensable à la survie du plongeur, devient toxique lors d'une plongée bouteille avec l'augmentation de sa pression partielle. Cet effet nommé hyperoxie est dû à la toxicité neurologique du dioxygène à partir d'une pression partielle de 1,6 bar. Il soumet le plongeur à un risque de crise hyperoxique (effet Paul Bert) et donc de perte de connaissance conduisant à la noyade. D'autre part, une exposition prolongée (plusieurs heures) à une pression partielle d'O2 de plus de 0,6 bar peut provoquer des lésions pulmonaires de type inflammatoire (effet Lorrain Smith). Toutefois en mélange avec du diazote, par exemple, c'est au-delà de 2 bars de pression partielle que la toxicité du dioxygène se révèle.
Cette  toxicité ne concerne pas les plongeurs en apnée.

#### Les gaz inertes
Les gaz inertes (diazote, mais aussi hélium, dihydrogène, argon, etc.), outre leur rôle évoqué dans l'accident de décompression, ont des propriétés narcotiques à partir d'une certaine pression partielle et selon le type de plongée pratiqué. Le pouvoir narcotique dépend de la nature du gaz : l'argon et le diazote sont très narcotiques, de même que le dihydrogène à en croire la Comex, l'hélium l'est beaucoup moins. La narcose à l'azote peut débuter dès 3,2 bars de pression partielle (soit 30 mètres de profondeur en respirant de l'air), et devient très dangereuse au-delà de 5,6 bars de pression partielle (60 mètres). Elle est la seule narcose qui touche à la fois les apnéistes en plongée profonde (au delà de 60 mètres) et les plongeurs bouteille. Les réflexes s'amenuisent, l'esprit s'engourdit ; les facultés de jugement du plongeur sont altérées, au point de provoquer euphories, angoisses et comportements irraisonnés pouvant conduire à l'accident (on parle ainsi d'ivresse des profondeurs). C'est cette toxicité qui fixe la limite de pratique de la plongée bouteille à l'air à 60 mètres pour tous car à plus grande profondeur, la perte de connaissance survient inévitablement. 
La diminution de la pression partielle du gaz narcotique entraîne immédiatement la disparition de ces symptômes, sans autres séquelles (un plongeur narcosé peut ainsi se soustraire aux symptômes simplement en remontant de quelques mètres). La narcose est un phénomène complexe encore mal connu qui dépend de la nature du gaz, de sa masse moléculaire et de sa solubilité dans les liquides. On soupçonne également le rôle du CO2. Les conséquences peuvent être très variables d'une plongée à l'autre, et dépendent de facteurs favorisant tels que :
- état général
- forme physique
- froid
- stress
- pressions partielles des autres gaz : O2, CO2 (selon certaines théories)
- sensibilité individuelle
- habitude (accoutumance)

En plongée bouteille, l'utilisation d'un « mélange » qui comporte de l'hélium (trimix, héliox, heliair…) en fonction de la profondeur à atteindre, permet de diminuer les effets de la narcose ainsi que les durées de décompression. D'autre part, il permet également de plonger à des profondeurs plus importantes. Il est aussi possible d'utiliser des mélanges dioxygène-diazote comportant moins de 80 % de diazote en y ajoutant du dioxygène, on parle de mélanges suroxygénés. Ces mélanges sont appelés Nitrox (de la contraction en anglais de nitrogen, l'azote, et d'oxygen, l'oxygène). Les mélanges Nitrox jusqu'à 40 % de dioxygène permettent de limiter la saturation des tissus en diazote lors de la plongée et sont utilisés de plus en plus couramment en plongée loisir en lieu et place de l'air. Ces mélanges sont distingués en fonction du pourcentage d'oxygène utilisé et du complément en azote : Nitrox 40 - 40 % O2 et 60 N2. Compte tenu des problèmes de toxicité de l'oxygène, l'utilisation des mélanges suroxygénés impose une limitation de la profondeur de plongée : par exemple Nitrox 32 - profondeur maximale 33 m pour 1,4 bar de PpO2 (valeur usuelle), profondeur maximale 40 m pour 1,6 bar de PpO2 (valeur maximale recommandée par les organismes de formation). Les nitrox avec plus de 40 % de dioxygène sont généralement utilisés pour accélérer la désaturation des tissus en gaz inertes durant les paliers de décompression voire en surface, principalement par des plongeurs professionnels ou pour des plongées techniques. L'hélium respiré à plus de 10  à   15 bars de pression partielle (au-delà de 120 mètres de profondeur environ selon le mélange utilisé) présente une autre forme de toxicité : le syndrome nerveux des hautes pressions (SNHP).

#### Le dioxyde de carbone
Il existe également une intoxication au dioxyde de carbone (CO2) en plongée bouteille, appelée « essoufflement ». Elle peut survenir si la ventilation n'est pas suffisante, c'est pourquoi le plongeur évite tout effort (palmage vigoureux…) et doit, lors de l'apparition d'un essoufflement, réaliser des expirations longues afin de « chasser » le plus de CO2 possible. D'autre part ce phénomène d'essoufflement est largement aggravé par la profondeur, aggravation notamment liée aux pressions partielles. Un essoufflement à grande profondeur déclenche souvent une narcose associée, avec parfois perte de conscience, car l'augmentation de la ventilation pulmonaire provoquée par l'essoufflement provoque une augmentation très importante de la quantité de diazote absorbée.

### La décompression
L'augmentation de la pression ambiante cause la liquéfaction des gaz, et augmente donc leur solubilité dans les fluides.
Lorsqu'un gaz se trouve en contact avec un liquide, il va s'y dissoudre progressivement jusqu'à atteindre une limite proportionnelle à la pression et dépendant des caractéristiques du gaz et du liquide en matière de solubilité, suivant la loi de Henry. Si la pression augmente, de plus en plus de gaz se dissout dans le liquide. Si la pression diminue doucement, du gaz reflue vers la limite du liquide sous forme dissoute ou de micro-bulles. Si la pression diminue très rapidement, le gaz s'échappe de manière explosive et forme des bulles au sein du liquide (exemple de la bouteille de soda au moment de l'ouverture).
Le corps humain est essentiellement constitué de liquide, et est donc soumis au même phénomène d'absorption et de restitution des gaz. Seuls les gaz inertes (diazote, hélium, dihydrogène…), non métabolisés par l'organisme, sont impliqués dans ce mécanisme pathologique. Le comportement du dioxygène et du gaz carbonique (dioxyde de carbone) obéit à des mécanismes physiologiques supplémentaires, qui font que ces gaz ne posent pas de problème du point de vue de la dissolution.
Lors de l'immersion, les gaz inertes diffusent dans le corps du plongeur (sang et tissus) et s'accumulent progressivement, et ce d'autant plus que la profondeur et la durée de la plongée augmentent. Lors de la remontée, si la pression baisse trop rapidement - comme pour la bouteille de soda ouverte brusquement - des bulles pathogènes vont atteindre une taille critique dans l'organisme. Suivant la localisation de leur apparition, ces bulles peuvent entraîner notamment des accidents circulatoires, des paralysies, des douleurs articulaires, que l'on regroupe sous le terme d'accidents de décompression (ADD). Si les vaisseaux sanguins au bas de la moelle épinière sont encombrés, il peut y avoir mort par anoxie de celle-ci, donc paraplégie. Le cerveau est aussi très sensible. L'enjeu pour le plongeur est de remonter suffisamment doucement pour que les bulles formées soient suffisamment petites pour être asymptomatiques.
Ces phénomènes ont été modélisés empiriquement, afin de proposer au plongeur des procédures de décompression en fonction de sa plongée. Ces procédures limitent la vitesse de remontée (entre 6  et   18 mètres par minute en fonction des procédures), et imposent des paliers (des temps d'attente sans remonter). Les procédures de décompression sont soit décrites sous forme de tables, soit implantées dans un ordinateur de plongée, soit dans des logiciels de simulation et ont fait l'objet de validations statistiques sur des populations de plongeurs. Ces procédures sont aujourd'hui fiables, et les accidents de décompression surviennent essentiellement à la suite d'un non-respect des procédures ou à une utilisation d'un protocole en dehors de son domaine de validité.
Toutefois, à ce jour[Quand ?], personne ne peut proposer de modèle satisfaisant permettant d'expliquer la décompression d'un plongeur. La recherche s'oriente actuellement sur l'évolution des « micro-bulles » dans le corps du plongeur, avec des résultats intéressants et une évolution vers des procédures de décompression plus optimisées, en diminuant le temps de décompression sans en dégrader la sûreté.[réf. nécessaire]

#### Danger de prendre l'avion
Il est dangereux de prendre un avion dans les heures qui suivent une plongée bouteille pour éviter un accident de décompression potentiel. En effet, l'accident de décompression survient quand les micro-bulles circulantes atteignent une taille critique. Les protocoles de décompression sont conçus pour permettre de remonter et d'émerger en frôlant cette taille. L'intérieur d'un avion de ligne n'étant pressurisé en altitude qu'à environ 0,8 fois la pression atmosphérique au niveau de la mer (soit ~0,8 bar, correspondant à une altitude d'environ 2 200 m), le risque existe alors de voir le différentiel de pression (ambiante - interne aux tissus) dépasser la valeur critique, ce qui risque d'entraîner un accident.
Pour les mêmes raisons, il est déconseillé de monter rapidement en altitude après une plongée. Il est fortement conseillé de laisser un délai pouvant atteindre 24 heures.

## Équipement
- palmes, qui peut être une monopalme chez certains apnéistes ;
- masque ;
- outil coupant, qui peut être un coupe-ligne ou un couteau de plongée;
- combinaison de plongée ;
- tuba, généralisé chez les apnéistes loisir et chasseurs sous-marins, absent dans les compétitions d'apnée, et dans le cas de la plongée bouteille, selon les écoles, obligatoire ou considéré comme inutile, voire proscrit
- gilet de stabilisation (ou tout autre moyen permettant une remontée en surface et de s'y maintenir à l'aide d'air comprimé), en plongée bouteille uniquement, il permet aussi de fixer une ou plusieurs bouteille de plongée ;
- détendeurs principal et de secours), en plongée bouteille uniquement, avec un manomètre un tuyau avec direct system ;
- ordinateur de plongée, ou à défaut un moyen pour contrôler les paramètres de plongée, tel que l'ensemble de chronomètre, profondimètre et tables de décompression) ;
- bouée de signalisation de surface pour les apnéistes ou un « parachute de palier » pour les plongeurs bouteille.

### Respiration
Sous l'eau, lors d'une plongée en scaphandre, les réflexes respiratoires sont modifiés : en effet, à la surface, l'inspiration et l'expiration sont des automatismes. Sous l'eau, le travail respiratoire est plus difficile en raison de la pression qui augmente et devient volontaire. Le mécanisme complexe qui a lieu au sein de l'alvéole est modifié, le dioxyde de carbone (CO2) devient plus difficile à évacuer, le risque d'essoufflement devient important.

#### Scaphandre

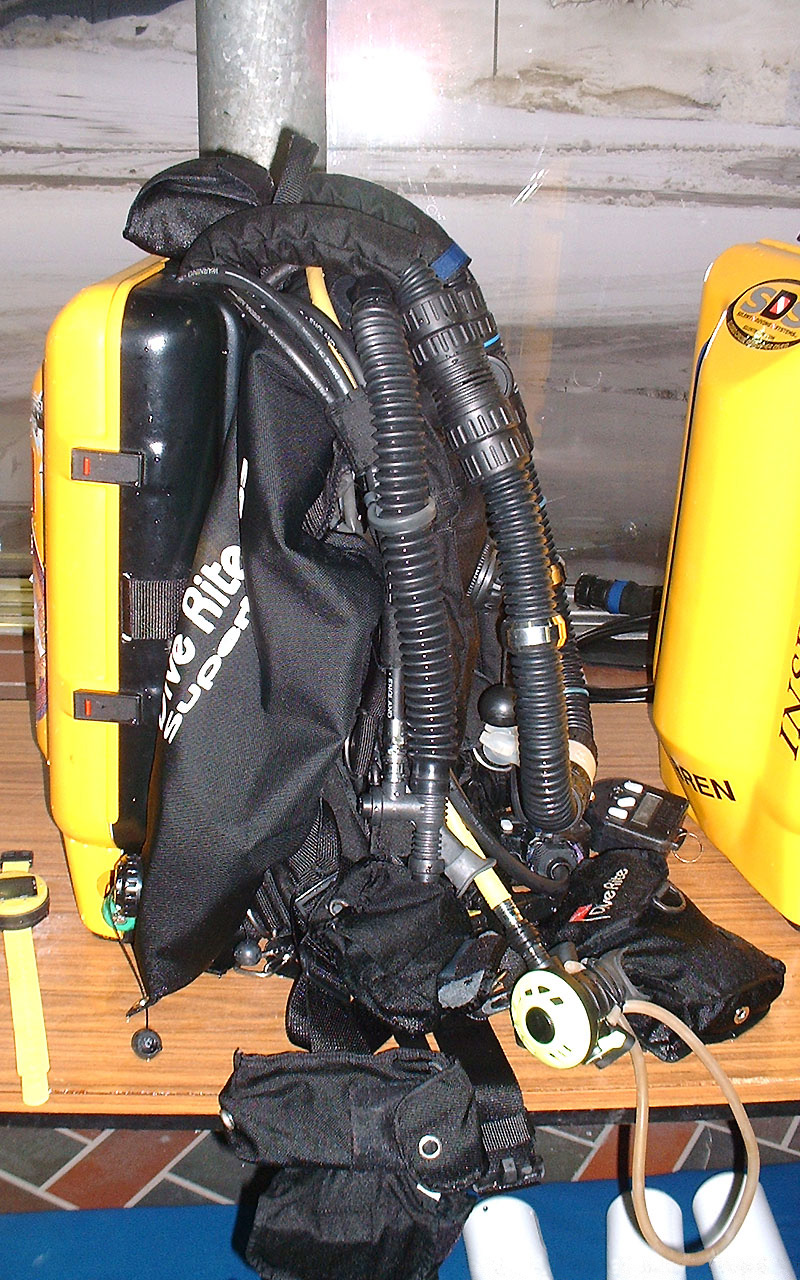
Recycleur (« Inspiration »)

#### Choix des mélanges respiratoires
Les bouteilles des plongeurs peuvent contenir de l'héliair, du nitrox, du trimix, de l'hydrox, de l'héliox, de l'hydreliox, de l'air ou du dioxygène pur, suivant le type de plongée et le niveau du plongeur. L'air est le mélange gazeux le plus utilisé de nos jours du fait de sa gratuité et de l'absence de matériel spécifique nécessaire. Le nitrox gagne du terrain, car il réduit les phénomènes de saturation et augmente ceux de désaturation (paliers requis réduits voire supprimés). La profondeur maximale atteignable sans danger est cependant réduite par l'enrichissement en dioxygène, ce qui rend le nitrox moins souple que l'air. Pour les taux d'enrichissement faibles (moins de 40 % de dioxygène), le nitrox s'utilise avec du matériel classique, sans risque selon une étude de la NASA. Pour les taux élevés d'enrichissement, on observe en outre un risque d'explosion si des graisses ou des joints inappropriés sont employées. La plongée au nitrox peut être effectuée avec un protocole de décompression conçu pour les plongées à l'air, augmentant ainsi les paliers nécessaires et donc la marge de sécurité.

### Protection thermique
Les échanges thermiques étant plus importants dans un milieu liquide, la perte calorique est relativement importante lors d'un séjour prolongé dans l'eau. Le plongeur doit donc limiter les échanges thermiques entre son corps et l'eau. Il peut utiliser pour cela :
- des combinaisons non étanches (appelées aussi combinaisons humides), la plupart du temps en Néoprène qui contient de petites bulles qui isolent du froid. Mais cet air emprisonné subit la pression ; son volume et donc le pouvoir isolant diminuent avec la profondeur. Elles peuvent être mono ou bipièce. Leur épaisseur varie de 2  à   7 mm avec la possibilité de mettre une double épaisseur dans le cas des combinaisons bipièce (donc 14 mm). L'eau pénètre entre la combinaison et la peau, prend la température du corps et sert d'isolant. Plus elle circule (lorsque le plongeur fait de nombreux et amples mouvements) moins le système est efficace.
- des combinaisons semi-étanches pour les plongées plus longues, plus profondes ou plus nombreuses (exemple : moniteurs). Les manchons (poignets et chevilles) sont plaqués ou améliorés, la(les) fermeture(s) sont étanche(s), les coutures également, ce qui fait que l'eau circule très peu, voire pas du tout.
- des combinaisons étanches pour les températures les plus basses (moniteurs, plongée spéléo, plongée technique...) en néoprène ou toile spécialisée. L'eau ne pénètre pas dans la combinaison, c'est l'air contenu entre la combinaison et la peau qui sert d'isolant. L'air est plus efficace que l'eau tempérée pour isoler du froid, mais il subit la pression et son volume varie donc avec la profondeur, il faut le gérer (ajouter / enlever) durant la plongée avec un système identique à celui du gilet (Stab).

Le plongeur peut perdre jusqu'à 75 % de sa chaleur corporelle par la tête en l'absence de protection thermique. Le port de la cagoule est donc indispensable.
Pour que la perte thermique soit négligeable lors d'une plongée classique (environ 1 heure) il faut que l'eau soit à une température supérieure à 32 °C.

### Flottabilité

Signale la présence de plongeur(s) sous l'eau

Utilisé par l'OTAN, il indique que des plongeurs sont en exercice

L'apnéiste utilise généralement une ceinture de lest avec des plombs, facilement largable, de type ceinture marseillaise tandis que le plongeur bouteille utilise un gilet stabilisateur (également appelé « Stab » pour « Stabilizing Jacket ») qu'il peut gonfler et dégonfler à loisir afin de faire varier son volume et, suivant le principe d'Archimède, changer son volume, donc sa flottabilité et s'équilibrer ainsi dans l'eau, en conjonction avec la « technique du poumon-ballast ».
Le « Stab » dispose de 1  à   4 purges : le « direct system », qui sert aussi à la gonfler et qui est généralement branché au niveau de la clavicule gauche. La ou les autres purges sont dites « purges rapides ». La première, dite « purge basse » se trouve dans le dos, en bas à droite, la seconde, optionnelle, la « purge haute » sur l'épaule droite, la troisième, optionnelle, est aussi une « purge haute », elle est intégrée à l'inflateur, on parle de « fen-stop ». On utilise la purge qui est la plus haute pour des raisons d'efficacité, l'air sortant toujours par le haut (la purge basse est donc seulement utile en position tête en bas). Le « stab » peut être gonflé automatiquement avec le « direct system », qui est relié au bloc et qui permet d'insuffler du gaz à partir de la bouteille. Il est également possible de le gonfler à la bouche, mais c'est en général déconseillé : pour l'hygiène (des champignons peuvent se former à l'intérieur ; cet endroit est rarement sec et désinfecté) à cause du risque d'essoufflement, et surtout à cause du risque de surpression pulmonaire ou d'ADD, y compris :
- En fin de plongée, avant de rentrer au bateau.
- Pour vider l'eau des Stabs (on gonfle complètement le Stab, on le met tête en bas et on actionne la purge haute tout en pressant le stab pour la vider).

Le Stab peut être remplacé par le BackPack, un simple support en plastique sur lequel on fixe la bouteille. Il est simplement équipé de bretelles et d'une ceinture, donc peu confortable et peu utilisé.
Le stab est généralement pourvu de poche de lestage que l'on remplit de plomb en bloc ou en sachet pour compenser la flottabilité positive en fonction de la combinaison choisie et de l'ensemble du matériel. Le plongeur bouteille peut aussi utiliser, comme l'apnéiste, une ceinture de lestage sur laquelle on glisse les différents plombs nécessaires à une flottabilité neutre ou fixer des plombs sur sa bouteille ou entre ses bouteilles (en cas d'utilisation d'un bi-bouteille).

### Déplacement

Pavillon « Alpha », signalant un vaisseau engagé dans des opérations sous-marines, à la manœuvrabilité limitée

Le déplacement sous l'eau en plongée est assuré par les jambes et les bras selon le type de plongée. Le plongeur, dans un souci de performance et d'économie de l'effort, peut choisir de s'équiper de palmes. C'est le cas de manière généralisée dans le cas d'une plongée bouteille. Les apnéistes utilisent généralement des palmes à voilure longue ou une monopalme tandis que les plongeurs bouteilles utilisent des palmes plus courtes.
Les palmes simples sont de deux types :
- chaussantes : la palme est dotée d'un chausson qui entoure le pied, le plongeur peut éventuellement mettre un premier chausson en néoprène pour lutter contre le froid.
- réglables : le pied doit être équipé d'un bottillon (chausson avec semelle) avant d'être mis dans la palme, et on règle le serrage ensuite.

Plusieurs types de nage existent :
- ventrale : la plus commune, le nageur se plaçant à l'horizontale, ventre orienté vers le bas.
- dorsale : utilisée souvent pour se reposer tout en continuant de nager, en surface essentiellement. L'avantage de ce type de nage est de pouvoir sortir la tête hors de l'eau facilement.
- latérale : nage sur le côté. Utilisée lors de plongée sur des tombants (falaises sous-marines, abritant le plus souvent une faune importante et caractéristique).

Dans le cadre de plongées dites dérivantes, le courant peut servir de moteur : les palanquées sont mises à l'eau en un point et récupérées par le bateau plus loin. Ces plongées sont particulièrement intéressantes car une grande distance peut ainsi être parcourue, et un grand nombre de choses peut être observé, le tout avec une dépense d'énergie minimale. Éventuellement, il est possible d'effectuer des plongées dérivantes depuis une plage, en profitant d'un renversement de courant pour revenir.
Il existe des scooters sous-marins électriques qui permettent le déplacement sans effort du plongeur, toutefois, ceux-ci peuvent être localement interdits.

### Ordinateur de plongée
Se présentant sous la forme de montres au poignet ou de consoles généralement accolées au manomètre, les ordinateurs de plongée sont censés remplacer l'usage des tables de plongée. Ils permettent généralement au minimum de disposer en permanence des informations suivantes :
- profondeur instantanée.
- temps de plongée.
- paliers de décompression / DTR (durée totale de remontée)
- alarme de vitesse de remontée.

À cela peuvent bien sûr s'ajouter diverses options suivant les modèles :
- profondeur maximum atteinte
- vitesse de remontée.
- gestion de gaz différents de l'air : nitrox, trimix, héliox.
- manomètre intégré, relié par émetteur radio à la bouteille.
- température de l'eau instantanée, minimale.
- compas de navigation.

À l'aide d'un algorithme, propre à chaque marque/modèle (tels que les modèles néo-haldaniens et le modèle RGBM), et en fonction de la profondeur, l'ordinateur va calculer les paramètres de décompression du plongeur. Ce calcul permet de déterminer d'après le profil de la plongée quelles seront les durées et profondeurs des éventuels paliers.
Si la définition d'une palanquée est : « plusieurs plongeurs ayant les mêmes caractéristiques de temps, de profondeurs et de directions lors d'une même plongée », dans la pratique, il se peut que certains membres se trouvent plus bas plus longtemps que d'autres. Leur profil de plongée sera différent, le protocole de décompression aussi. De plus, l'aspect pratique de l'ordinateur est le calcul de la majoration automatique lors des plongées successives ou consécutives et d'adapter le calcul de décompression en conséquence.
Il mesure également la vitesse de remontée suivant son propre algorithme prédéterminé par la profondeur et signale une remontée trop rapide (au moyen de bip et de son affichage).

## Réglementation

### La réglementation internationale
La connaissance des contraintes liées au milieu aquatique, l'entraînement ainsi que le strict respect de la réglementation, sont indispensables à la pratique de ce sport classé à haut risque. L'individu est libre de sa pratique à titre personnel mais lors d'une pratique en structure des certifications sont mises en oeuvre. Trois systèmes d'équivalence de certifications existent pour la plongée bouteille : le WRSTC (IDEA, PADI, SDI, Scuba schools international (SSI)…), la CMAS (FFESSM, AMCQ…) et le CEDIP (SIAS, École de plongée internationale (EPI), ADIP…). La plongée en apnée en structure est de son côté pilotée par la CMAS, l' AIDA et PADI. La CMAS, l'AIDA et le CEDIP ont une approche plus sportive de la plongée que le WRSTC qui la voit plutôt comme un loisir. Ils dispensent une formation et distribuent des recommandations aux sportifs, mais leurs réglementations ne font pas office de loi, celle-ci dépend des pays. La plongée en structure en France est entièrement réglementée et décrite dans le Code du sport tandis que la pratique individuelle est libre.
De nombreux plongeurs sont intéressés par le patrimoine culturel subaquatique. Cet héritage est protégé par la Convention sur la protection du patrimoine culturel subaquatique de l'UNESCO, il s'agit d'une convention qui vise à permettre aux états parties de mieux défendre leur patrimoine culturel subaquatique grâce à une réglementation internationale. La Convention sur la protection du patrimoine culturel subaquatique de l'UNESCO propose également un code d'éthique pour plonger sur les sites archéologiques subaquatiques (voir liens externes).

### Les particularités régionales

#### Belgique
En Belgique, une fédération à vocation scientifique, le GBRS, a vu le jour en 1955. Le GBRS est membre du comité scientifique de la CMAS. La pratique de la plongée sportive ou de loisir a ensuite été initiée par la FEBRAS en 1957, organisme dépendant de la CMAS. Au fil du temps, d'autres organismes se sont créés ou implantés en Belgique ; ainsi IDEA, PADI, ADIP et CEDIP et d'autres organisations moins représentées. En Belgique les conditions de plongée sont assez difficiles. Le temps pas toujours clément, les nombreuses carrières et lacs servant de lieu d'entraînement où la visibilité dépasse rarement quelques mètres, la température dépassant rarement 20 °C l'été, et proche de 4 °C l'hiver familiarisent le plongeur belge avec des conditions difficiles[réf. nécessaire]. La plupart des lieux de plongée en Belgique sont sous la responsabilité d'un club affilié à l'une ou l'autre des organisations citées ci-dessus. Le pays ne manque pas de carrières mais aussi de lacs et de barrages, permettant la plongée toute l'année. Le plongeur belge se rend aussi assez facilement en mer du Nord ou chez les voisins du nord en Zélande.

#### France
En France, la législation dépend du type de plongée et du choix ou non de plonger avec une structure commerciales ou associative. En raison de l'utilisation d'un matériel plus lourd et de la pression touristique et du dérangement de la faune par les appareils respiratoires, la plongée bouteille est davantage restreinte dans les parcs naturels que la plongée en apnée. De la même manière, la pêche sous-marine n'est autorisée qu'en apnée, dans lequel cas elle est pratiquée librement en possession d'une assurance responsabilité civile et dans le respect des mesures de protection des espèces marines. 
La plongée hors structure, à titre personnel, en apnée comme en bouteille, se fait de manière libre sous la responsabilité exclusive des plongeurs participants. Cette responsabilité individuelle peut être invoquée en cas d'accident ou de dommages causés aux tiers. Des arrêtés municipaux ou préfectoraux peuvent toutefois restreindre localement cette liberté.
En revanche, dans les structures commerciales ou associatives, la plongée sous-marine est réglementée par le Code du sport, successivement modifié par l'arrêté du 28 février 2008 qui ajoute les articles A.322-71 à A. 322-115 au code du sport, par l'arrêté 18 janvier 2010 relatif à l'accueil des moniteurs non titulaires d'une qualification professionnelle reconnue en France et par l'arrêté 18 juin 2010 modifiant notamment les conditions d'accueil des plongeurs titulaires de brevets ou titre délivrés par des organismes non reconnus directement dans le code du sport. Ce texte remplace les précédents arrêtés du 22 juin 1998 modifié 2000 — couramment appelé « arrêté 98 » — et l’arrêté du 9 juillet 2004 — « arrêté mélange » — dont le texte a été quasi intégralement repris par l'arrêté de 2008. La partie plongée aux mélanges autres que l'air n'a pas été modifiée en juillet 2010 et l'a été par la suite. Ce texte réglemente la plongée sous-marine de par les particularités de cette discipline qui s'effectue en environnement spécifique, à l'exception des chantiers archéologiques qui sont considérés comme des activités professionnelles même si on participe en tant que bénévole, et de la plongée souterraine où le seul point de réglementation concerne les qualifications pour l'usage de mélanges gazeux. 
La plongée à vocation professionnelle est quant à elle réglementée par un texte du Ministère du Travail (arrêté du 15 mai 1992). 
Pour l'archéologie, il était autorisé de remonter des amphores, mais depuis la loi de 1989 concernant le respect des biens culturels maritimes – « tout gisement, épaves, vestiges et généralement tout bien qui présente un intérêt préhistorique, archéologique ou historique, situé dans le Domaine public maritime (12 miles), et dans la zone contiguë (12 à 24 miles) » –, qui complétait la loi de 1961, il est interdit de remonter des trouvailles archéologiques sans l'autorisation de l’État. Un bien culturel maritime dont le propriétaire ne peut être retrouvé appartient à l’État.

#### Québec
Originellement calquée sur le modèle en vigueur aux États-Unis, soit une formation assurée par des moniteurs le plus souvent encadrés par des boutiques, la formation au Québec n'a pas su inculquer aux moniteurs, boutiquiers et surtout aux plongeurs des notions de responsabilité individuelle. Le résultat fut un nombre inconsidéré de décès en plongée dans les années 1990. En conséquence, le gouvernement du Québec a légiféré pour encadrer la pratique et surtout l'enseignement de la plongée au Québec. L'organisme qui gère la plongée au Québec se nomme la FQAS (Fédération Québécoise des Activités Subaquatiques). Cette organisation émet des certificats de qualifications du Gouvernement du Québec en plongée récréative aux plongeurs ayant été formés au Québec par un Instructeur-mandataire qualifié par la FQAS afin de former le plongeur à des plongées dans des conditions difficiles; basse visibilité, froid intense, fort courant... Les touristes peuvent cependant plonger au Québec sans restrictions (en autant qu'ils aient été formés par une agence de formation reconnue ADIP, CMAS, PADI, NAUI, SSI, BSAC et qu'ils se procurent un certificat temporaire délivré par la FQAS). Ils doivent démontrer une expérience de plongée avec cagoule et mitaines. Tous les plongeurs, qu'ils soient canadiens ou bien étrangers sont tenus de se conformer à la réglementation du Gouvernement du Québec.

## Organismes
La plongée comporte certains risques liés aux effets de la pression (barotraumatismes, accident de décompression, accidents toxiques) ou à la faune et la flore sous-marine (poisson-pierre, corail de feu…). Pour ces raisons, les réglementations locales imposent généralement l'obtention d'un brevet pour pouvoir pratiquer au sein d'une structure. Il s'agit d'un brevet obtenu lors d'une formation dans un organisme d'enseignement de la plongée sous-marine reconnu par le législateur ou un brevet reconnu en équivalence.

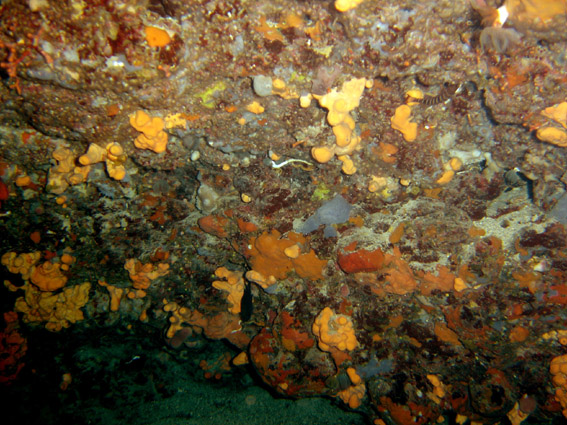
Mur d'éponges en Croatie

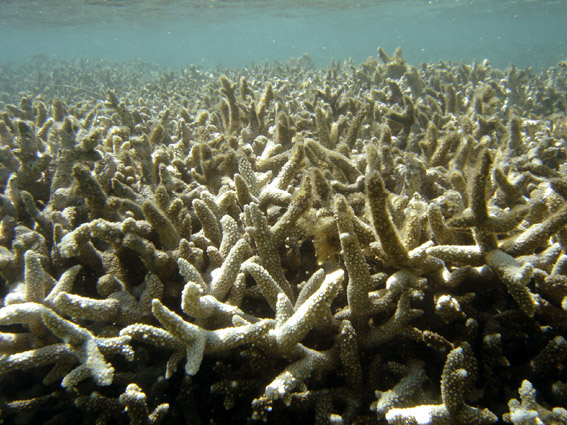
Récif de corail Acropora sp. à l'île de la Réunion

## Préservation du milieu marin
Dès les débuts de la plongée moderne et encore davantage avec le développement du scaphandre autonome, la protection du milieu marin a été pris en considération.
En France, Philippe Tailliez, « le père de la plongée autonome française », consacre la fin de sa vie à la protection de l'environnement. Il est membre fondateur du Comité scientifique du parc national de Port-Cros créé le 14 décembre 1963, suivi en 1979 d’une activité de snorkeling dans la baie de la Palud. Il est considéré comme un inspirateur de la conscience environnementale de Jacques-Yves Cousteau. Ce dernier crée The Cousteau Society en 1974 « dédiée à la protection des milieux aquatiques, maritimes et fluviaux pour le bien être des générations actuelles et futures ».
Plus tard, avec la démocratisation de la plongée sous-marine, les organismes de plongées communiquent sur les comportements à observer pour ne pas dégrader le milieu. En 1989, Professional Association of Diving Instructors (PADI) développe le Project AWARE (Aquatic World Awareness, Responsibility and Education). La Confédération mondiale des activités subaquatiques (CMAS) organise en partenariat avec l'UNESCO, l'étude et la remise du Grand prix international de l'environnement marin (GPIEM). En février 2002, la Charte internationale du plongeur responsable est lancée par l'association Longitude 181 Nature et est adoptée par la Fédération française d'études et de sports sous-marins.
Au niveau de la réglementation, cela se traduit par des réserves naturelles où la plongée bouteille est interdite et la plongée en apnée est la seule autorisée.
Un plongeur se doit de respecter le monde qu'il explore. Il ne doit en aucun cas se comporter comme un prédateur, ne doit ni extraire ni ajouter quoi que ce soit au milieu. La chasse sous-marine à l'aide d'un scaphandre autonome est strictement interdite dans de nombreux pays (dont la France) et ne peut se pratiquer qu'en apnée. Dans certains secteurs la plongée en apnée ainsi que les loisirs touristiques comme la randonnée palmée (snorkeling) sont réglementés.